# Marcel Lihau
Marcel Antoine Lihau, ou Lihau Ebua Libana la Molengo, né le 29 septembre 1930 dans la région de Lisala (de parents originaires du territoire de Bumba) au Congo belge (actuelle république démocratique du Congo) et mort le 9 avril 1999 à Boston, est un constitutionaliste congolais, premier président de la Cour suprême de justice du Congo. Il est marié à la femme politique Sophie Kanza.
Il a été cofondateur de l’Union pour la démocratie et le progrès social (UDPS), président de la Cour suprême de justice, ainsi que professeur de droit à l’université Harvard et l’université de Kinshasa.

## Biographie
Dans les années 1950, il fit partie des premiers étudiants congolais en Belgique ; Thomas Kanza ayant été le premier. Marcel Lihau étudia le droit à l’université libre de Bruxelles. Ce groupe d’étudiants congolais était constitué à l’université catholique de Louvain par Mario Cardoso (Losembe Batwanyele), Paul Mushiete, Charles Bokanga, Albert Bolela, Albert Mpase Nselenge Mpeti et Jonas Mukamba.
Président de l’association des étudiants congolais, Marcel Lihau participa comme observateur à la table ronde belgo-congolaise politique et économique de janvier 1960 à Bruxelles, organisée par la Belgique en vue de la préparation de l’indépendance du Congo belge.
En septembre 1960, il devient secrétaire général à la Justice, dans le Collège des Commissaires généraux.
En 1961, il fut Secrétaire d’État à la Justice dans le gouvernement Ileo.
En 1962, il obtint un doctorat en droit à l’université Catholique de Louvain, et en 1963 devint chargé de cours, puis professeur et Doyen à la Faculté de droit de l’université Lovanium à Kinshasa.

## Constitutions
Comme le Parlement n’arrivait pas à rédiger une constitution définitive, le Président Kasa-Vubu confia sa rédaction à une commission présidée par Joseph Ileo, Président du Sénat, assisté de Marcel Lihau. Une constitution fut élaborée du 10 janvier 1964 au 11 avril 1964 et approuvée par le peuple congolais le  10 juillet 1964. Cette Constitution, dite « de Luluabourg », définit un État fédéral, le multipartisme et un Parlement à deux chambres.
Le 24 novembre 1965, le général Mobutu qui instaure la deuxième République à la suite d'un coup d’État. Un nouveau parti politique, Mouvement populaire de la Révolution (MPR) est créé et sa charte, le Manifeste de la Nsele est rédigée par Étienne Tshisekedi en 1966. Le gouvernement demande alors à Marcel Lihau d’élaborer une nouvelle constitution. Approuvée par référendum le 24 juin 1967, la Constitution de la deuxième République, dite révolutionnaire, définit un État unitaire au régime présidentiel, prévoit au moins deux partis politiques et une seule Assemblée nationale.

## Gouvernement et pouvoir judiciaire
En 1967, il devient Délégué général de la section des recherches juridiques à l’Office national de la recherche et du développement (ONRD), et en 1968, il est président de la Cour suprême de justice du Congo. En 1971 il devient membre du comité exécutif du Mouvement populaire de la Révolution (MPR), et y est nommé commissaire politique au Bureau politique en 1974. En juillet 1975, il est révoqué de ses fonctions d’enseignant et de président de la Cour suprême de justice car il refusait de suivre Mobutu dans l’illégalité.
En 1980, il est professeur invité à la faculté de droit de Harvard,.

## Opposition
Le 15 février 1982, il participe à la fondation de l’Union pour la démocratie et le progrès social (UDPS). Condamné pour activisme politique, il est emprisonné et ensuite isolé comme les « treize parlementaires » de l’UDPS. À partir de 1985 il s’exile pendant quelques années aux États-Unis, où il enseigne le droit constitutionnaliste à l’université Harvard.
En tant que président national de l’UDPS, il lance l’idée d’une conférence nationale, permettant une transition démocratique. Il a activement participé à la Conférence nationale souveraine (CNS) et présidé la commission constitutionnelle.

## Œuvres
- M. A. Lihau, « La nouvelle constitution de la République démocratique du Congo », Études congolaises, Bruxelles, vol. 11, no 3,‎ 1968, p. 28-70
- Lihau Ebua Libana la Molengo, « Le système politique de la loi constitutionnelle du 15 août 1974 », Revue juridique du Zaïre : droit écrit et droit coutumier, vol. 50, no spécial,‎ 1974, p. 367-388